# No Game No Life
No Game No Life (ノーゲーム・ノーライフ, Nōgēmu Nōraifu), abrégée Noge (ノゲ), NGNL, Nogera (ノゲラ) ou encore Nogenora (ノゲノラ), est une série de light novels écrite et illustrée par Yū Kamiya.
Elle est publiée par Media Factory depuis avril 2012 et comporte à ce jour douze volumes. L'éditeur américain Yen Press publie les light novels en anglais depuis 2015.
Une adaptation en manga dessinée par Mashiro Hiiragi est publiée depuis janvier 2013 dans le magazine Monthly Comic Alive, du même éditeur.
Une adaptation en série télévisée d'animation produite par le studio Madhouse a été diffusée entre avril et juin 2014 sur AT-X. Dans les pays francophones, elle est diffusée en simultané par Anime Digital Network et J-One.
Un film d'animation reprenant le sixième tome, No Game No Life: Zero, est sorti en juillet 2017.

## Synopsis
Sora et Shiro sont des frère et sœur (en réalité, de cœur) inséparables, autant dans la réalité que dans les jeux vidéo. En équipe, leurs compétences individuelles les rendent invincibles : Sora a une intuition astucieuse, une grande culture, une très grande intelligence et une perspicacité sans faille ; Shiro, quant à elle, possède une intelligence dépassant le génie.
Dans le monde réel, ils sont des NEET et hikikomori,,, reclus et asociaux. Dans le monde virtuel, ils jouent ensemble en tant que « blancs » (en rapport avec le double sens réunissant leurs prénoms), une équipe mystérieuse de joueurs en ligne ne connaissant pas la défaite, finissant première à tous les jeux auxquels ils participent. Du fait que le nom de compte de leurs personnages soit toujours une espace vide, ils sont connus sous le nom des « Blancs » (空白, kūhaku, litt. « espace blanc »).
Un jour, après avoir battu un défieur inconnu à une partie d'échecs en ligne, Sora et Shiro reçoivent énigmatiquement une offre de leur adversaire : celle de renaître dans son monde, où tout est régi et décidé par les jeux. Sora et Shiro, fatigués de leur monde, acceptent sans s'en rendre compte sa proposition et sont alors immédiatement transportés dans l'univers fantaisiste de Disboard par son Dieu unique Tet, déité des jeux qu'ils viennent de battre, qui leur donne les Dix Serments de ce monde.
Ensemble, Sora et Shiro entament ainsi leur voyage : d'abord, pour accéder au trône d'Immanity (la race humaine) ; puis, pour conquérir reste des races de l’Exceed. Tout ceci, dans le but d'atteindre leur objectif : gagner à nouveau contre Tet et ainsi, obtenir le titre de Dieux uniques de ce monde.

## Personnages

### Principaux
Les « Blancs » (空白, kūhaku, stylisé 『　』, litt. « espace blanc »)

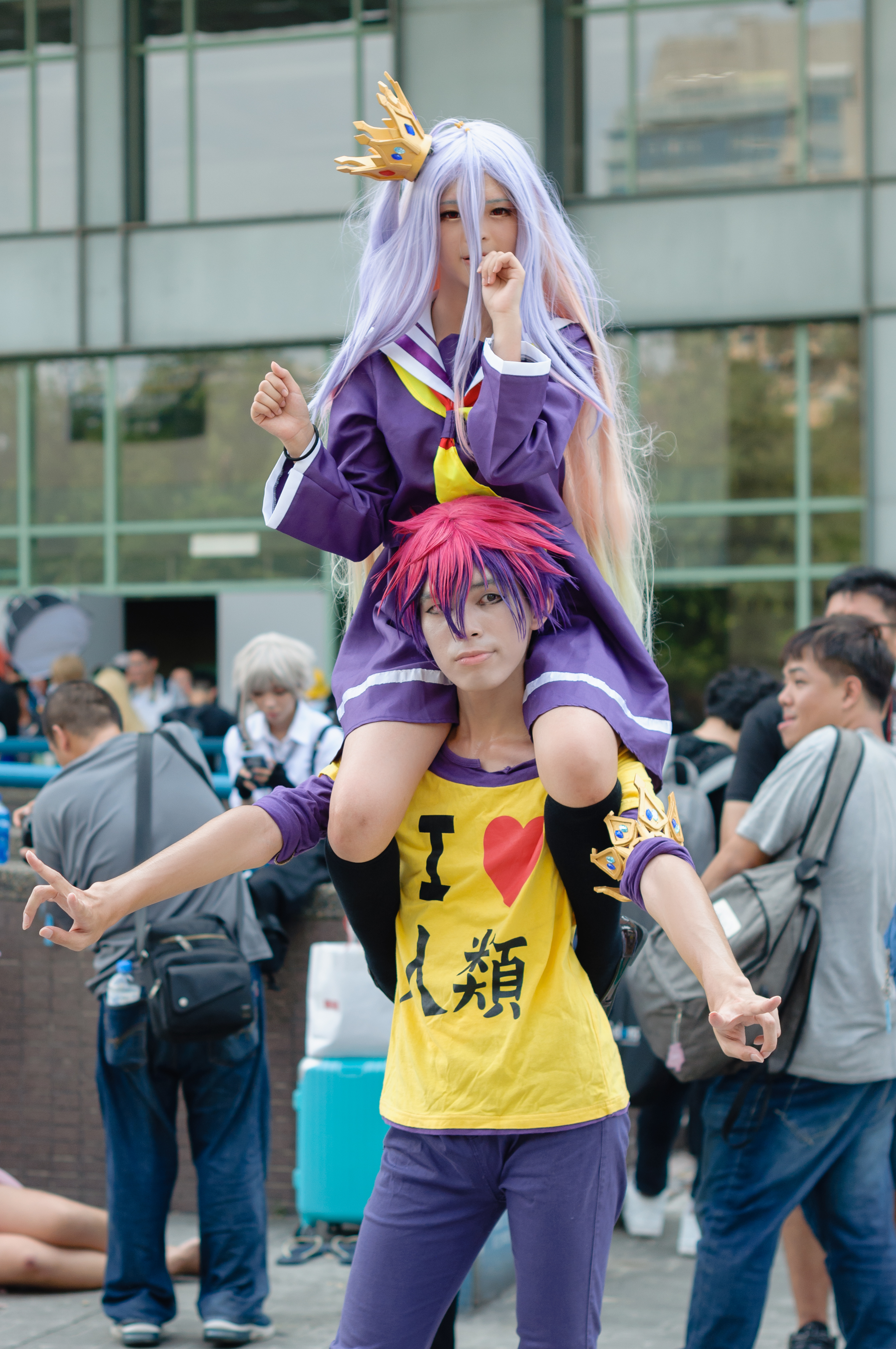
Déguisements amateurs des Blancs (Shiro dans la partie supérieure de l'image ; Sora dans la partie inférieure) durant la Comic World Taiwan 52 à Taipei (Taiwan).

Identité regroupant à l'instar de leur nom respectif, les deux protagonistes, qui se considèrent « complémentaires » :
- Sora (空?)

Voix japonaise : Yoshitsugu Matsuoka, Voix française : Bastien Bourlé
Sora est l'aîné de dix-huit ans, frère de Shiro.
Il est toujours puceau et craint de ne jamais avoir de compagne, le poussant occasionnellement à des comportements pervers envers Stephanie ou d'autres filles.
Il a une confiance absolue en lui et en ses capacités : sa rapidité d'esprit, son sens de la manipulation et sa logique tordue en font un joueur redoutable pour le monde entier.
Quand il avait dix ans, Sora considérait les Humains stupides et faibles, mais sa rencontre précoce avec Shiro, à l'époque âgée de trois ans, a grandement influencé sa vision de l'humanité : dans le style d'un certain logotype bien connu de son monde, il arbore sur son maillot de corps en « T » l'inscription « I ❤ 人類 » (Ai Rabu jinrui, stylisation pour « J'aime l'humanité »).
Il est très protecteur envers Shiro et déterminé à l'élever correctement : en tant qu'asociaux dépendant affectivement l'un de l'autre, il perd totalement sa confiance en lui (ainsi que toute forme d'ego) et fait une crise d'angoisse sévère s'il est séparé ne serait-ce qu'un peu d'elle.
Son nom signifie « ciel », « espace (vide) » ou encore « vacuité » en japonais.
- Shiro (白?)

Voix japonaise : Ai Kayano, Voix française : Fanny Bloc
Shiro est la cadette de onze ans, sœur de Sora.
Elle a l'air mignonne mais a, tout comme son frère, un côté pervers. Elle est décrite par ce dernier comme étant une « beauté parfaite », bien qu'elle ait tout de même ses complexes.
Elle est une véritable génie des mathématiques et probabilités : en ce domaine elle est considérée comme l'égal, sinon la supérieure de son frère.
Elle a décidé de suivre Sora pour toujours : en tant qu'asociaux dépendant affectivement l'un de l'autre, elle sombre dans un état dépressif extrême et fait une crise d'angoisse sévère si elle est séparée ne serait-ce qu'un peu de lui, raison pour laquelle, nonobstant la contrainte ou la paresse, elle rechigne à prendre des bains.
Son nom signifie « blanc » en japonais.

### Secondaires
Stephanie Dola (ステファニー・ドーラ, Sutefanī Dōra) / « Steph » (ステフ, Sutefu) (diminutif)
Voix japonaise : Yōko Hikasa, Voix française : Clara Soares
La petite-fille du précédent roi d’Immanity décédé, qu'elle aimait beaucoup et dont elle était très proche.
Elle souhaite succéder à son grand-père, dont le trône est remis selon sa volonté en jeu dans une compétition libre à leur capitale Elchea pour déterminer son successeur entre joueurs de l’Immanity, mais échoue en accumulant très vite les défaites contre ses adversaires. Lors de sa première rencontre avec les Blancs, elle perd également contre Sora et se voit forcée malgré elle, en tant que mise, de tomber amoureuse de lui par les forces qui régissent les lois de ce monde.
Elle est impulsive, très naïve, souvent ignorante et même, un peu simplette : le jeune homme lui fait d'ailleurs remarquer que sa tendance à perdre aux jeux, même en jouant contre ses semblables, vient notamment du fait qu'elle s'emporte facilement et ne sait pas gérer (et donc, cacher) ses émotions, ce qui lui fait perdre le contrôle d'elle-même et, dans un jeu où réflexion et dissimulation sont de mise, la rend donc impuissante face à un adversaire flegmatique ou impassible. Cependant, malgré son esprit simple et impulsif, elle a tout de même réussi à décrocher un diplôme prestigieux et se révèle dotée d'une réelle et remarquable intelligence politique.
En dépit du fait qu'elle perd et se fait humilier à chaque fois, elle persiste pourtant à défier ponctuellement les Blancs (qui « ensemble, ne perdent jamais »).
Jibril (ジブリール, Jiburīru)
Voix japonaise : Yukari Tamura, Voix française : Caroline Combes
Âgée d'exactement six-mille-quatre-cent-sept ans, Dernière et Plus puissante Flügel, membre de sixième rang du Conseil des Dix-Huit Ailes des Flügel.
Elle s'est notoirement distinguée lors de la Grande Guerre, qui lui évoque « de bons souvenirs », en détruisant par exemple une ville elfique en une seule attaque. Après l'avènement de Tet et la fin de la guerre qui s'ensuivit, ses semblables ont privilégié la voie de la connaissance : c'est ainsi qu'après avoir gagné à un jeu contre le roi d’Immanity, cinq ans avant l'arrivée de Sora et Shiro à Disboard, elle prit possession de la Bibliothèque Nationale d'Elchea où elle les rencontre, et affronte. Ne voulant d'abord pas jouer contre eux, Sora attise sa convoitise avec une tablette numérique comportant près de quarante mille ouvrages terriens, et la pousse à les affronter afin de récupérer la bibliothèque. À la suite de sa défaite contre les Blancs, conformément à la mise elle devient leur servante.
Très curieuse et obsédée par l'accumulation de connaissances, elle a le tempérament tendanciellement sadique (voire, psychopathique), ainsi qu'une condescendance prononcée envers les autres races de l'Exceed (exception faite pour les Blancs après qu'ils sont devenus ses maîtres) : démontrant plus particulièrement une haine à peine dissimulée des Elf, qu'elle nomme « les rustres forestiers », elle traite Feel Nilvalen de « singe des forêts ».
Entre autres pouvoirs, elle peut téléporter avec elle et apparaître dans tout lieu qu'elle voit, ou connaît déjà, en créant des portails dimensionnels.
Chlammy Zell (クラミー・ツェル, Kuramī Tseru)
Voix japonaise : Yuka Iguchi, Voix française : Frédérique Marlot
Fille de la race Immanity du même âge que Sora, mais qui a toutefois vécu en Elven Gard en tant qu'« esclave » — comme la nation des Elf est une démocratie esclavagiste — de Feel Nilvalen, sa propre famille étant assujettie à la sienne depuis la génération de son arrière-grand-père : mais, dans les faits et en secret, elle est en réalité sa complice et amie.
Alors qu'elle semblait être la prétendante désignée par ses victoires (néanmoins obtenues en trichant avec la complicité magique de Feel) pour le trône d’Immanity lors de sa rencontre avec les Blancs, elle ne croyait toutefois plus au potentiel humain et pensait sauver Elchea et sa race en s'alliant aux Elf : après sa première et magistrale défaite contre Sora et Shiro, celui-ci lui rappelle de ne pas sous-estimer l'humanité. D'abord méfiante envers lui, Chlammy se joint plus tard à eux à la suite d'une seconde défaite, ayant pu réellement voir ce qu'il pensait et décidant de faire confiance à la force de ses semblables dans la faiblesse : elle intègre donc leur équipe avec Feel en qualité d'espionnes.
Joueuse très prometteuse, elle constitue un adversaire de taille face aux Blancs. L'anormale platitude de sa poitrine pour son âge se révèle être de cause magique, Feel ayant localement interrompu sa croissance par ce biais pour lui épargner les mêmes moqueries de ses congénères sur ses gros seins, les Elf étant visiblement très minces tendanciellement.
Feel Nilvalen (フィール・ニルヴァレン, Fīru Niruvaren) / « Fii » (フィー, Fī) (diminutif)
Voix japonaise : Mamiko Noto, Voix française : Justine Berger
Elf de cinquante-deux ans, chef de la famille Nilvalen, sénatrice d'Elven Gard, membre du Régime Supérieur et enfin, officiellement, « maitresse » de Chlammy Zell mais en réalité, sa complice et amie.
Depuis qu'elles ont sympathisé, Feel étant la seule de sa famille à s'être souciée d'elle, elle ne quitte plus Chlammy et lui apporte son aide, notamment pour tricher lors de la compétition pour le trône d’Immanity : elle est cependant immédiatement repérée par les Blancs lors de leur première rencontre puis, plus tard, confondue publiquement lors du défi lancée par le duo à son amie.
Elle est d'un naturel féminin, doux et avenant. Profondément attachée et loyale à Chlammy, elle semble bien plus se soucier d'elle que de ses congénères ou d'elle-même, offrant spontanément sa propre vie à la place de la sienne si le besoin s'en fait sentir : à sa seule demande (qui sert les intérêts de cette dernière), elle accepte de ranger sa rancœur envers Jibril malgré l'antagonisme naturel, historique et plurimillénaire de sa race envers la Dernière Flügel et ses semblables remontant à la Grande Guerre.
Lorsque Chlammy joue ou observe un jeu, sa magie elfique permet à sa partenaire de le voir depuis un endroit éloigné via ses propres yeux.
Izuna Hatsuse (初瀬いづな, Hatsuse Izuna)

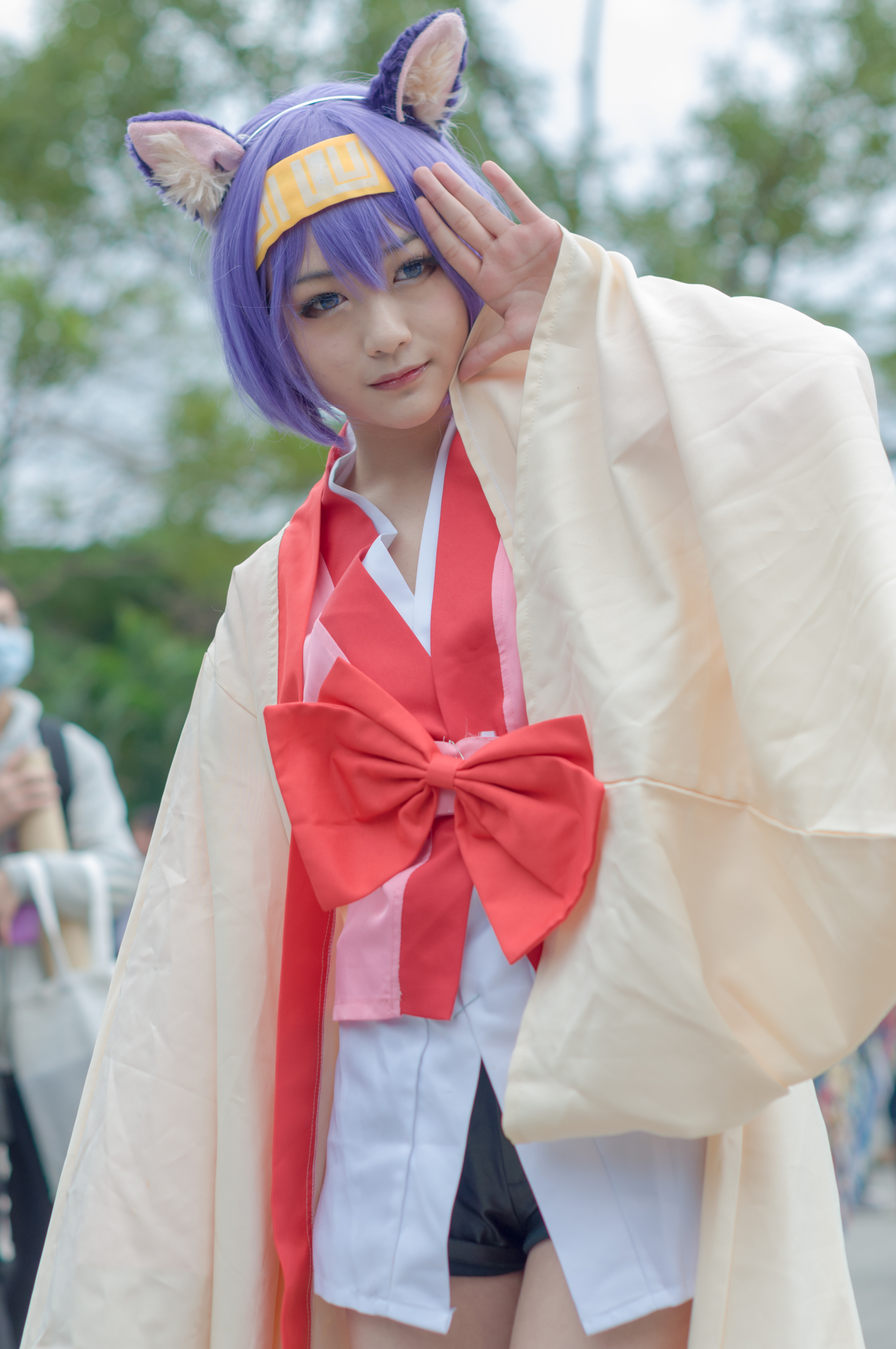
Déguisement amateur d'Izuna Hatsuse durant la Fancy Frontier 29 à Taipei (Taiwan).

Voix japonaise : Miyuki Sawashiro, Voix française : Cécile Gatto
Une très jeune (plus que Shiro en apparence) enfant Werebeast, ambassadrice de l’Union Orientale à Elchea.
À la suite d'une rencontre avec son grand-père Ino Hatsuse à leur ambassade d'Elchea pour un jeu entre nations initié par l’Immanity, elle affronte plus tard Sora, Shiro, Stephanie et Jibril, et se lie d'une amitié fraternelle avec les Blancs.
Se mettant sous pression et ne jouant auparavant que pour gagner, elle n'avait jamais pris de plaisir à jouer avant de rencontrer ces derniers, comme elle s'était persuadée que s'amuser lors d'un jeu causerait la défaite.
Elle parle difficilement la langue Immanity, ce qui peut générer des malentendus, et finit toutes ses phrases par « desu » (です) pour rendre ses propos plus polis. Par le fait que leur race de kemonomimi suscite un fort désir d'affection, et qu'elle ait un air aussi innocent qu'attachant, elle inspire la mignonnerie : Sora et Shiro étant visiblement des amateurs d'animaux anthropomorphes, ils peuvent difficilement s'empêcher, quand ils la voient, de l'enlacer affectueusement et de caresser sa fourrure, ce qu'elle semble apprécier.
Tet (テト, Teto)
Voix japonaise : Rie Kugimiya, Voix française : Marie Nonnenmacher
La divinité qui a façonné Disboard tel qu'il est aujourd'hui, selon son désir. En tant que Dieu unique actuel de ce monde, il ne fait pas partie des races de l’Exceed.
Pour les féliciter de l'avoir vaincu aux échecs et parce qu'ils l'intéressent, après s'être assuré qu'ils ne le regretteraient pas il emporte les Blancs avec lui, puis les réincarne dans son monde.
Autrefois connu comme déité des jeux, bien qu'il en fut personnellement témoin il ne prit volontairement pas part aux conflits de la Grande Guerre ayant eu lieu six millénaires avant le début de l'histoire. À la suite de la défaite cuisante des autres dieux et races à l'issue de cette guerre qu'il contribua à faire cesser, il devint le Dieu unique, intégra les Humains à l’Exceed et établit les Dix Serments pour remodeler le monde à son image : non régi par la force et la violence, mais les jeux et le ludisme.
Entre autres pouvoirs divins, il peut modifier son apparence à volonté. D'une nature fidèle à ses attributs, il montre une personnalité enjouée (mais aussi, calculatrice), et encourage l'affrontement par les jeux dans un esprit d'amusement et de bonne humeur.

### Arlésiennes
L'Ancien Roi (先王, sen’ō) (nom posthume) / Mahakoht Dola (マハコート・ドーラ, Mahakōto Dōra) (véritable nom) / le « Roi fou/idiot » (愚王, guou) (sobriquet)
Voix japonaise : Jun Fukushima, Voix française : Yann Pichon
Le grand-père décédé de Stephanie Dola et précédant roi d’Immanity à Elchea.
Parce qu'il vient tout récemment de mourir avant le début de l'histoire, il n'apparaît qu'indirectement, nommé dans des conversations, ou au travers de souvenirs (notamment, de sa petite-fille) et autres projections abstraites.
Selon ses dernières volontés, l'élection posthume de son successeur, se déroulant durant l'arrivée des Blancs à la capitale, est déterminée par une compétition de jeux ouverte à tous les Humains qu'ils remportent conjointement.
Alors qu'il fut déjà moqué durant son règne à cause de choix discutables et défaites successives ayant apparemment dégradé la situation de son peuple, les affaiblissant toujours plus vis-à-vis des autres races, Stephanie quant à elle l'aimait beaucoup et n'a jamais cessée de croire en lui, ne supportant pas que l'on puisse dire du mal de lui en sa présence.
Sa silhouette ainsi que les représentations de lui rappellent la figure de carte à jouer.

## Notions diégétiques

### Disboard
L'autre monde dans lequel sont réincarnés les Blancs, Disboard (ディスボード, Disubōdo) ou « le Plateau de jeu » (盤上の輪廻, banjō no rinne, litt. la « transmigration sur plateau »), est un univers d'inspiration fantaisiste et au fonctionnement ludique.

#### Histoire
Tet, anciennement connu comme la déité des jeux, a façonné Disboard tel qu'il est actuellement il y a de cela six millénaires, et en est le Dieu unique.

#### Géographie
Disboard est un monde aux couleurs aussi chatoyantes que vivantes qui, en dépit du fait qu'il soit situé sur un astre sphérique semblable sur certains points à la Terre, a été pensé par Tet comme une sorte d'immense plateau de jeu comportant de gigantesques pièces d'échiquier, disséminées un peu partout et pratiquement toujours visibles à l'horizon.
Il possède également deux astres si proches qu'ils sont massivement visibles dans le ciel : la Lune Rouge, formellement habitée par l'une des races de Disboard (Lunamana) et dont l'échelle de taille semble correspondre à environ 1⁄9 de celui-ci ; et le satellite de cette dernière, la Naine Verte.
Les lois physiques de Disboard, par contre, ne sont pas les mêmes que dans notre monde, tels les effets de la loi de la gravité (cette dernière étant pourtant bien présente) sur l'impact entre des corps : par exemple l'arrivée de Sora et Shiro, qui font leur apparition aux limites de son atmosphère — et font ainsi l'expérience d'une chute qui serait « mortelle » pour n'importe quel être vivant dans notre réalité, n'a aucune autre conséquence sur eux qu'une grosse frayeur malgré la création d'un cratère à l'impact.
L'existence de la magie en tant que phénomène physique y est également une différence significative avec notre réalité.

#### Population
Disboard abrite des races dites « intelligentes » regroupées sous le nom d’Exceed, qui constitue le haut du règne du vivant de cet univers.
Celles-ci, nonobstant une race humaine tout ce qu'il y a de plus ordinaire, sont empreintes de mythologie (géants, sirènes...), de fantasie (dragons, elfes, nains...), du fantastique (démons, vampires...) et même, de science-fiction (androïdes). Toute forme de vie potentiellement « intelligente » mais extérieure à l’Exceed, est par défaut considérée au même rang que des « animaux » (au sens exclusif du terme).
Les forces de ce monde mises en place depuis six millénaires par les Dix Serments de Tet, et auxquelles ces races sont bon gré mal gré soumises, leur interdisent toute manifestation de force ou de violence frontales (vol, brigandage, agression, exaction, meurtre...) ainsi que toute tentative d'hostilité par des voies belliqueuses traditionnelles (vengeance, pillage, assassinat, massacre, génocide, guerre...).

#### Géopolitique
Les rapports de force entre nations ou individus de L’Exceed, dont les écarts même significatifs peuvent être ainsi remises en cause voire renversées, s'y règlent tous par une seule et même voie : celle du ludisme et du divertissement, qui favorise par voie de conséquence la stratégie ainsi que la ruse au détriment de la puissance brute ou de la destruction physique.
En effet, au-delà du simple plaisir du jeu, tout conflit ou désaccord doit, avec un commun accord préalable des parties sur les détails n'allant pas à l'encontre des Dix Serments (qui de toute manière, sont inviolables et ne peuvent donc être ignorés), passer par une partie de jeu avec des mises en gage de quelque nature qu'elles soient (biens comme services), si elles sont jugées équitables et mutuellement consenties par les personnes concernées. L'engagement est formellement validé, et la partie démarrée dans l'instant, sous assermentation verbale et conjointe par la locution « Aschente ! » (アッシェンテ, Asshente).
Tant qu'elle reste en conformité avec les Dix Serments, toute victoire obtenue à l'issue d'une partie signifie remporter la mise sans contestation ni recours possible ; et toute défaite, l'obligation indépassable de remplir ses responsabilités contractuelles quelles qu'elles soient, les forces de ce monde s'en assurant de toute façon en supplantant le libre arbitre de chacun si nécessaire.
Même si les Dix Serments n'encouragent pas la tricherie, la punissant par une défaite automatique si — et seulement si — elle est découverte et prouvée au cours d'un engagement, elle n'est toutefois pas non plus factuellement impossible à commettre, selon le principe du « pas vu, pas pris » : ce qui peut amener à des iniquités lorsqu'elle est, entre autres, commise entre membres de races différentes par le biais de la magie, celles-ci n'y étant pas toutes également sensibles (par exemple la race humaine, assumée comme la plus faible, n'en ayant pas ou presque d'affinité). Néanmoins, dans ce genre de cas de figure prévalent la prudence ainsi que la sagesse, les personnes concernées ne pouvant se soustraire à un engagement préalablement validé en invoquant a posteriori l'ignorance, la bêtise ou une quelconque irresponsabilité (selon le principe « De non vigilantibus non curat prætor »).

### LaGrande Guerre
Mentionnée dans plusieurs discussions, la Grande Guerre (大戦, taisen) est le dernier conflit armé en date de l'histoire de Disboard, qui naquit sur ses cendres. Une partie de ses événements ainsi que sa fin sont « racontées » par le Dieu unique Tet, qui l'a vécue, durant une partie d'échecs avec Izuna Hatsuse (sixième tome et présuite filmique sous-titrée Zero).
Ce fut une époque trouble et violente de luttes de pouvoir initiées par les anciennes divinités (et entre les races qu'elles eurent créées) pour gouverner le monde en tant que Dieu unique, générant un conflit majeur et généralisé teinté de massacres, qui s'étendit sur l'ensemble de Disboard et prit fin six mille ans avant l'arrivée de Sora et Shiro.
Elle fut arrêtée par Tet lui-même (aidé d'un couple), à la suite de son accession au titre de Dieu unique. Les Dix Serments, en particulier le premier, qu'il établît lui permirent ainsi d'empêcher toute autre guerre armée ou exaction depuis en refaçonnant le monde selon son désir.
C'est aussi à son issue que, notamment, la race humaine fut reconnue dans l’Exceed comme l’Immanity.

### L’Exceed
Les races de Disboard reconnues comme « intelligentes » sont désignées sous le nom collectif d'Exceed (十六種族, Ikushīdo).
Tout l’Exceed est soumis aux Dix Serments établies — avec leurs avantages et inconvénients — par Tet après avoir obtenu le titre de Dieu unique, ce qui eut pour conséquence factuelle de pacifier relativement le monde ainsi que les individus.

#### LesDix Serments
À fin de tuer dans l’œuf toute autre manifestation de violence, ainsi que les sombres actes dont sont capables les différentes races, les Dix Serments (十の盟約, jū no meiyaku) sont mises en place par le Dieu unique Tet après la Grande Guerre :
1. Dans ce monde, il est interdit de tuer, de blesser, de faire la guerre et de piller.
2. Tout conflit quel qu'il soit se règle par un jeu.
3. Les mises d'une partie doivent être d'une valeur jugée égale par les deux joueurs.
4. Tant que le serment no 3 est respecté, on choisit librement le jeu et ce qu'on mise.
5. Le jeu est choisi par le joueur qui a été défié.
6. Tout pari conclu au nom des serments doit être strictement respecté.
7. Les conflits entre groupes sont réglés par des représentants omnipotents.
8. Tout tricheur confondu durant la partie est déclaré perdant.
9. Au nom de Dieu, les règles susmentionnées sont parfaitement intangibles.
10. Jouons tous dans la bonne humeur !

Ces lois étant absolues et imposées à chacun des membres de chacune des races de l'Exceed, elles ne peuvent être ni violées ni ignorées.

#### LesPièces raciales
Chacun des représentants reconnus de l’Exceed se voit remettre la « Pièce raciale » (種の駒, shu no koma) qui fut assignée à leur race par Tet.
Chacune de ces Pièces raciales a l'apparence de l'une des seize pièces d'un jeu d'échecs :
Métaphysiquement représentatif de ladite race, cet artéfact très important et précieux permet à son possesseur légitime, s'il le souhaite, d'initier un jeu entre nations en la mettant en gage, et par défaut le sort collectif de chacun de ses congénères, qui voient alors tous une marque sous-cutanée commune luire sur leur corps durant le temps de l'engagement.
Si toutefois, cette pièce devait être perdue à un jeu, sa race perdrait en conséquence sa place dans l’Exceed ainsi que la protection offerte par les Dix Serments, la mettant au même rang que les animaux et la rendant donc vulnérable à tout type d'attaque, mise en esclavage ou meurtre de la part des membres restants de l’Exceed : ce qui, en la circonstance, reviendrait pratiquement à une condamnation à mort, expliquant le fait qu'elle ne fut jamais utilisée de cette manière avant les Blancs.
L'intérêt de la mise en gage de ces pièces — et du risque majeur évident que cela comporte — vient de la possibilité, pour celui qui parviendrait à toutes les réunir et le désirerait, d'affronter Tet lui-même dans une partie et de prendre sa place de Dieu unique en cas de victoire.

#### Classement des seize races
Lorsque Sora et Shiro apparaissent à Disboard, l’Exceed compte en tout seize races.
Elles seraient classées par ordre d'affinité à la magie.
Les races au sein de ce classement sont également catégorisées en deux groupes :
- les six premières, en races de « Vie » (生命, seimei?), ou « Êtres vivants » ;
- les dix dernières, quant à elles, en races de « Créatures » (生物, seibutsu?), ou « Formes de vie ».

## Production et supports

### Light novel
| no | Japonais | Japonais          | Japonais          |
| no | Titre | Date de sortie    | ISBN              |
| -- | --- | ----------------- | ----------------- |
| 1  | Gēmā kyōdai ga fantajī sekai o seifuku suru sōdesu (ゲーマー兄妹がファンタジー世界を征服するそうです)                  | 25 avril 2012     | 978-4-04-066432-3 |
| 2  | Gēmā kyōdai ga kemono mimi-kko no kuni ni me o tsuketa yōdesu (ゲーマー兄妹が獣耳っ子の国に目をつけたようです)         | 25 septembre 2012 | 978-4-04-066433-0 |
| 3  | Gēmā kyōdai no kataware ga kieta yōdesuga……? (ゲーマー兄妹の片割れが消えたようですが……？)                              | 25 janvier 2013   | 978-4-04-066434-7 |
| 4  | Gēmā kyōdai wa Riaru ren'ai gēmu kara nigedashimashita (ゲーマー兄妹はリアル恋愛ゲームから逃げ出しました)              | 25 juin 2013      | 978-4-04-066469-9 |
| 5  | Gēmā kyōdai wa tsuyokute nyūgēmu ga o kiraina yōdesu (ゲーマー兄妹は強くてニューゲームがお嫌いなようです)              | 25 novembre 2013  | 978-4-04-066080-6 |
| 6  | Gēmā otto yome wa sekai ni idonda sōdesu (ゲーマー夫嫁は世界に挑んだそうです)                                          | 25 avril 2014     | 978-4-04-066382-1 |
| 7  | Gēmā kyōdai-tachi wa jōseki o kutsugaesu sōdesu (ゲーマー兄妹たちは定石を覆すそうです)                                 | 24 juillet 2015   | 978-4-04-067494-0 |
| 8  | Gēmā-tachi wa fuseki o tsuide iku sōdesu (ゲーマーたちは布石を継いでいくそうです)                                      | 25 décembre 2015  | 978-4-04-067952-5 |
| 9  | Gēmā kyōdai wa ichi tān yasumu sōdesu (ゲーマー兄妹は一ターン休むそうです)                                             | 25 aout 2016      | 978-4-04-068457-4 |
| 10 | Gēmā kyōdai wa kako (tsuke) o harawasa reru yōdesu (ゲーマー兄妹は過去（ツケ）を払わされるようです)                    | 24 février 2018   | 978-4-04-069336-1 |
| 11 | Gēmā kyōdai-tachi wa kappuru ni naranakya de rarenai sōdesu (ゲーマー兄妹たちはカップルにならなきゃ出られないそうです) | 25 novembre 2021  | 978-4-04-065382-2 |
| 12 | Gēmā kyōdai-tachi wa "maō" ni idomu yōdesu (ゲーマー兄妹たちは『魔王』に挑むようです)                                  | 25 février 2023   | 978-4-04-682039-6 |

### Manga
L'adaptation en manga dessinée par Mashiro Hiiragi est publiée dans le magazine Monthly Comic Alive depuis le 27 janvier 2013. La version française est publiée par Ototo depuis mars 2018.
| no | Japonais         | Japonais          | Français        | Français          |
| no | Date de sortie   | ISBN              | Date de sortie  | ISBN              |
| --- | ---------------- | ----------------- | --------------- | ----------------- |
| 1 | 22 novembre 2013 | 978-4-04-066114-8 | 16 mars 2018    | 978-2-37717-100-2 |
| Liste des chapitres : - Partie n° 01 - Prologues - Partie n° 02 - Débutant 1 - Partie n° 03 - Débutant 2 - Partie n° 04 - Débutant 3 - Partie n° 05 - Challenger - Partie Bonus - Partie Postface                      |                  |                   |                 |                   |
| 2 | 23 février 2018  | 978-4-04-069582-2 | 7 décembre 2018 | 978-2-37717-168-2 |
| Liste des chapitres : - Partie n° 06 - Challenger 2 - Partie n° 07 - Expert 1 - Partie n° 08 - Expert 2 - Partie n° 09 - Expert 3 - Partie n° 10 - Expert 4 - Partie n° 11 - Expert 5 - Partie Bonus - Partie Postface |                  |                   |                 |                   |

Un manga dérivé intitulé No Game No Life Desu! (ノーゲーム・ノーライフ・です!, Nō Gēmu Nō Raifu Desu!), dessiné par Yuizaki Kazuya, est publiée dans le magazine Monthly Comic Alive entre le 27 mai 2015 et le 27 novembre 2017.
| no | Japonais        | Japonais          |
| no | Date de sortie  | ISBN              |
| -- | --------------- | ----------------- |
| 1  | 23 janvier 2016 | 978-4-04-067878-8 |
| 2  | 23 août 2016    | 978-4-04-068525-0 |
| 3  | 22 avril 2017   | 978-4-04-069165-7 |
| 4  | 23 janvier 2018 | 978-4-04-069535-8 |

### Adaptation animée

#### Série animée
L'adaptation en série animée a été annoncée en juillet 2013 lors de l'évènement Summer School Festival 2013 organisé par Media Factory. Il est produit par le studio Madhouse avec une réalisation de Atsuko Ishizuka et un scénario de Jukki Hanada. Le premier épisode est diffusé le 9 avril 2014 et la série comporte un total de douze épisodes. Dans les pays francophones, la série est diffusée en simulcast par Anime Digital Network et netflix. La série est également licenciée par Crunchyroll en version originale sous-titrée en anglais et espagnol.
Ladite série adapte les trois premiers volumes du light novel. Six très courts OVA sont sorties avec les coffrets Blu-Ray/DVD.

#### Film d'animation
Une adaptation du sixième tome en film d'animation est annoncée le 17 juillet 2016 lors du MF Bunko J Summer School Festival.
Elle réunit la même distribution que celle de la série animée.

## Réception
Entre novembre 2013 et juin 2014, la série de light novels s'est écoulée à plus de 255 000 exemplaires, occupant la neuvième place du top Oricon.

### Light novel
1. 1 2  (ja) « ノーゲーム・ノーライフ１ », sur Kadokawa (consulté le 9 février 2021).
2. 1 2  (ja) « ノーゲーム・ノーライフ2 », sur Kadokawa (consulté le 9 février 2021).
3. 1 2  (ja) « ノーゲーム・ノーライフ3 », sur Kadokawa (consulté le 9 février 2021).
4. 1 2  (ja) « ノーゲーム・ノーライフ4 », sur Kadokawa (consulté le 9 février 2021).
5. 1 2  (ja) « ノーゲーム・ノーライフ5 », sur Kadokawa (consulté le 9 février 2021).
6. 1 2  (ja) « ノーゲーム・ノーライフ6 », sur Kadokawa (consulté le 9 février 2021).
7. 1 2  (ja) « ノーゲーム・ノーライフ7 », sur Kadokawa (consulté le 9 février 2021).
8. 1 2  (ja) « ノーゲーム・ノーライフ8 », sur Kadokawa (consulté le 9 février 2021).
9. 1 2  (ja) « ノーゲーム・ノーライフ9 », sur Kadokawa (consulté le 9 février 2021).
10. 1 2  (ja) « ノーゲーム・ノーライフ10 », sur Kadokawa (consulté le 9 février 2021).
11. 1 2  (ja) « ノーゲーム・ノーライフ11 », sur Kadokawa (consulté le 5 décembre 2021).
12. 1 2  (ja) « ノーゲーム・ノーライフ12 », sur Kadokawa (consulté le 23 mars 2023).

### Manga

#### Edition japonaise
1. 1 2  (ja) « ノーゲーム・ノーライフ1 », sur Kadokawa (consulté le 9 février 2021).
2. 1 2  (ja) « ノーゲーム・ノーライフ2 », sur Kadokawa (consulté le 9 février 2021).

#### Edition française
1. 1 2  « No Game No Life T.1 », sur pointmanga (consulté le 26 mars 2021).
2. 1 2  « No Game No Life T.2 », sur pointmanga (consulté le 26 mars 2021).